# Prinsenvlag

Prinsenvlag.

Prinsenvlag (även Prinsflaggan) är en historisk nederländsk flagga som ursprungligen användes av Republiken Förenade Nederländerna under nederländska frihetskriget, och kunde iakttas under det första slaget vid Brielle. Prinsenvlag är baserad på Vilhelms I av Oranien flagga, därav namnet. Färgerna är orange, vit och blå, vilket är anledningen till att flaggan ofta kallas för oranje–blanje–bleu (eller ranje–blanje–bleu) på nederländska. Det orange representerar Furstendömet Orange som prins Vilhelm hade ärvt från Renatus av Chalon, det vita representerar kampen för frihet och överhöghet, och det blå representerar den tidigare staten Nassau.
Idag användas prinsenvlag främst i miljöer med särskild nostalgi och historisk nationalkänsla. Flaggan hissas exempelvis från gamla Matthias kyrkotorn i Warmond, som en del av en åminnelseceremoni för det nederländska kungarikets uppkomst. Flaggan används också som en symbol för Stornederländerna och nederländsk pannationalistisk politik. Den används ofta av högerpartier såsom Nederländsk folkunion (NVU), Voorpost samt (det numera nedlagda) Nationalistiska folkrörelsen (NVB).
Prinsenvlag låg till grunden för Sydafrikas tidigare flagga. Den flaggan antogs 1928 och var inspirerad av den tidigare nederländska flaggan.  I den vita delen av flaggan representerar flaggorna (från vänster till höger) i Storbritannien, Oranjefristaten och Sydafrikanska republiken den Sydafrikanska unionens brittiska koloniala och republikanska föregående stat. År 1994 ersattes flaggan av Sydafrikas nuvarande flagga.
Flera platser i delstaten New York använder flaggor med rötter i prinsenvlag, vilket har att göra med den nederländska kolonin Nya Nederländerna. Dessa platser är staden New York, Bronx, Albany och Nassau County (Long Island).

Oranjefristatens flagga (1854–1910)
Sydafrikas flagga (1928–1994)
Delstaten New Yorks flagga
Delstatshuvudstaden Albanys flagga
Örlogsgösen Brielse Geus
Variant av Prinsenvlag